# Međunarodna godina mladih
Organizacija ujedinjenih naroda (UN) je 1985. godinu proglasila Međunarodnom godinom mladih (eng. International Youth Year, skr. IYY ili MGM). Održana je kako bi se privukla pažnja na pitanja koja se odnose na mlade ljude. Proglas je 1. siječnja 1985. potpisao glavni tajnik Ujedinjenih naroda Javier Pérez de Cuéllar.

## Događaji
Aktivnosti su se odvijale diljem svijeta, pod koordinacijom Tajništva za mlade unutar Centra za društveni razvoj i humanitarna pitanja, koje je u to vrijeme imao sjedište u uredima UN-a u Beču. Ravnatelj tajništva, Mohammad Sharif, bio je i izvršni tajnik Međunarodne godine mladih. Predsjednik MGM bio je Nicu Ceauşescu, najmlađi sin tadašnjeg rumunjskog diktatora Nicolaea Ceauşescua
Iako nisu organizirani specifični događaji, pod sloganom »Sudjelovanje, razvoj, mir«, Tajništvo Međunarodne godine mladih pomoglo je u organizaciji brojnih događaja koji su doveli do uspjeha MGM. Dana 11. listopada 1985., glavni tajnik UN-a, Javier Pérez de Cuéllar, u svom je izvješću Općoj skupštini sažeo glavne aktivnosti za MGM.
Glavni događaj UN-a za MGM bio je Svjetski kongres mladih (špa. Congreso Mundial Sobre La Juventud) u organizaciji UNESCO-a i održan je u Barceloni, Španjolska, 8. – 15. srpnja 1985. Kongres je objavio »Barcelonsku deklaraciju« o mladima.
Ostali međunarodni događaji spomenuti u izvješću glavnog tajnika (11. listopada 1985. A/40/701):
- Međunarodna konferencija mladih i Svjetski festival mladih (Kingston, Jamajka, 6. – 10. travnja 1985.), objavljena »Kingstonsku deklaraciju« o mladima.
- Prijateljski susret mladih, (Peking, NR Kina, 10. – 24. svibnja 1985.)
- 12. svjetski festival mladih i studenata, (Moskva, SSSR, 27. srpnja – 3. kolovoza 1985.)
- Međunarodna konferencija godine mladih o pravu (Montréal, Kanada, 5. – 9. kolovoza 1985.)